# Frisa
Frisa – miejscowość i gmina we Włoszech, w regionie Abruzja, w prowincji Chieti. Według danych na rok 2019 gminę zamieszkiwało 1737 osób. Powoduje to gęstość zaludnienia 176,4 os./km².